# 朝倉町 (横手市)
朝倉町（あさくらちょう）は、秋田県横手市の町。郵便番号は013-0028。人口は709人、世帯数は326世帯（2020年10月1日現在）。丁目の設定のない単独町名で、全域で住居表示を実施している。旧横手市睦成・横手町・八幡の各一部。

## 地理
横手地域（旧横手市）中央部に位置し、東で幸町・二葉町・蛇の崎町、西で八幡・横手町、南で平城町、北で睦成と隣接する。東端を横手川、西部は横手川から取水した三ノ堰が北流し、西端は東日本旅客鉄道（JR東日本）の奥羽本線が南北に縦貫する。町内を縦貫・横断する2本の市道と横手川堤防に通る市道に沿った形で住宅や商店が形成されており、それ以外はほとんどが水田地帯であるが、近年になって宅地化が進行しつつある。
全域が都市計画区域に含まれるが、区域区分非設定区域となっている。都市計画法上の用途地域では全域が第一種中高層住居専用地域に指定されている。
- 河川：横手川
町の東側を南北に流れ、対岸にある幸町・二葉町とは碇（いかり）大橋で結んでいる[6]。

## 歴史
住居表示に関する法律が施行された1962年5月10日以降、旧横手市内においても住居表示が進み、1965年より第一次から第五次にかけて実施された。本地域は第二次地区として1966年4月1日に実施され、朝倉町はここで誕生した。町名は旧朝倉村の字名によるもの。
2005年（平成17年）10月1日に横手市が発足、同日より町名の読み方が「あさくらまち」から「あさくらちょう」へと変更された。

### 年表
- 1966年（昭和41年）4月1日 - 住居表示実施に伴い、睦成・横手町・八幡の各一部をもって成立[6]。
- 1973年（昭和48年）4月1日 - 横手市学校給食センターが竣工[12]。
- 1975年（昭和50年）1月 - 朝倉公民館が、朝倉小学校から7番10号に移転[13]。
- 1983年（昭和58年）4月1日 - 朝倉小学校が、朝倉町から睦成字碇の現在地に移転[14]。
- 2002年（平成14年）8月11日 - あさくら館（朝倉公民館、現・朝倉地区交流センター）が、朝倉小学校の跡地に竣工[15]、開館[16]。

### 町名の変遷
特記のないものはすべて住居表示実施に伴う変更。
| 実施後 | 実施年月日     | 実施前                                             | 備考 |
| ------ | -------------- | -------------------------------------------------- | ---- |
| 朝倉町 | 昭和40年4月1日 | 睦成字碇（一部） むつなり あざいかり               |      |
| 朝倉町 | 昭和40年4月1日 | 睦成字上関根（一部） むつなり あざかみせきね       |      |
| 朝倉町 | 昭和40年4月1日 | 睦成字真山（一部） むつなり あざしんざん           |      |
| 朝倉町 | 昭和40年4月1日 | 裏町（一部） うらまち                              |      |
| 朝倉町 | 昭和40年4月1日 | 新町（一部） しんまち                              |      |
| 朝倉町 | 昭和40年4月1日 | 横手町字下真山（一部） よこてまち あざしもしんざん |      |
| 朝倉町 | 昭和40年4月1日 | 八幡字石町（一部） やわた あざいしまち             |      |

## 世帯数と人口
2020年（令和2年）10月1日現在の世帯数と人口は以下の通りである。
| 町丁   | 世帯数  | 人口  |
| ------ | ------- | ----- |
| 朝倉町 | 326世帯 | 709人 |

### 人口・世帯数の推移
以下は国勢調査による1995年（平成7年）以降の人口の推移。
| 年                 | 人口  |
| ------------------ | ----- |
| 1995年（平成7年）  | 1,082 |
| 2000年（平成12年） | 1,019 |
| 2005年（平成17年） | 856   |
| 2010年（平成22年） | 809   |
| 2015年（平成27年） | 801   |
| 2020年（令和2年）  | 709   |

以下は国勢調査による1995年（平成7年）以降の世帯数の推移。
| 年                 | 世帯数 |
| ------------------ | ------ |
| 1995年（平成7年）  | 374    |
| 2000年（平成12年） | 360    |
| 2005年（平成17年） | 331    |
| 2010年（平成22年） | 338    |
| 2015年（平成27年） | 336    |
| 2020年（令和2年）  | 361    |

## 小・中学校の学区
市立小・中学校に通う場合、学区（校区）は以下の通りとなる。
| 番地 | 小学校             | 中学校               |
| ---- | ------------------ | -------------------- |
| 全域 | 横手市立朝倉小学校 | 横手市立横手北中学校 |

## 交通

### 鉄道
町の西端を奥羽本線が通っているが、駅はない。最寄り駅は■奥羽本線、■北上線の横手駅。

### バス
横手市循環バス
- - （17）朝倉小学校前 - （18）関根

## 施設
- 豊郷神社
祭神：豊受大神、祭日：9月15日 - 16日
もとは朝倉尋常高等小学校（現・横手市立朝倉小学校）において、農業科の祭神として祀られていたが、1947年（昭和22年）、当時の所在地である碇に農業従事者が多かったことから、作神として学校から譲り受けられた[23]。
- 総合交流促進施設「あさくら館（朝倉地区交流センター）」（6番38号）[24]
県内で初めて雪冷房が設けられた公共施設として開館している[25]。